# Paraige

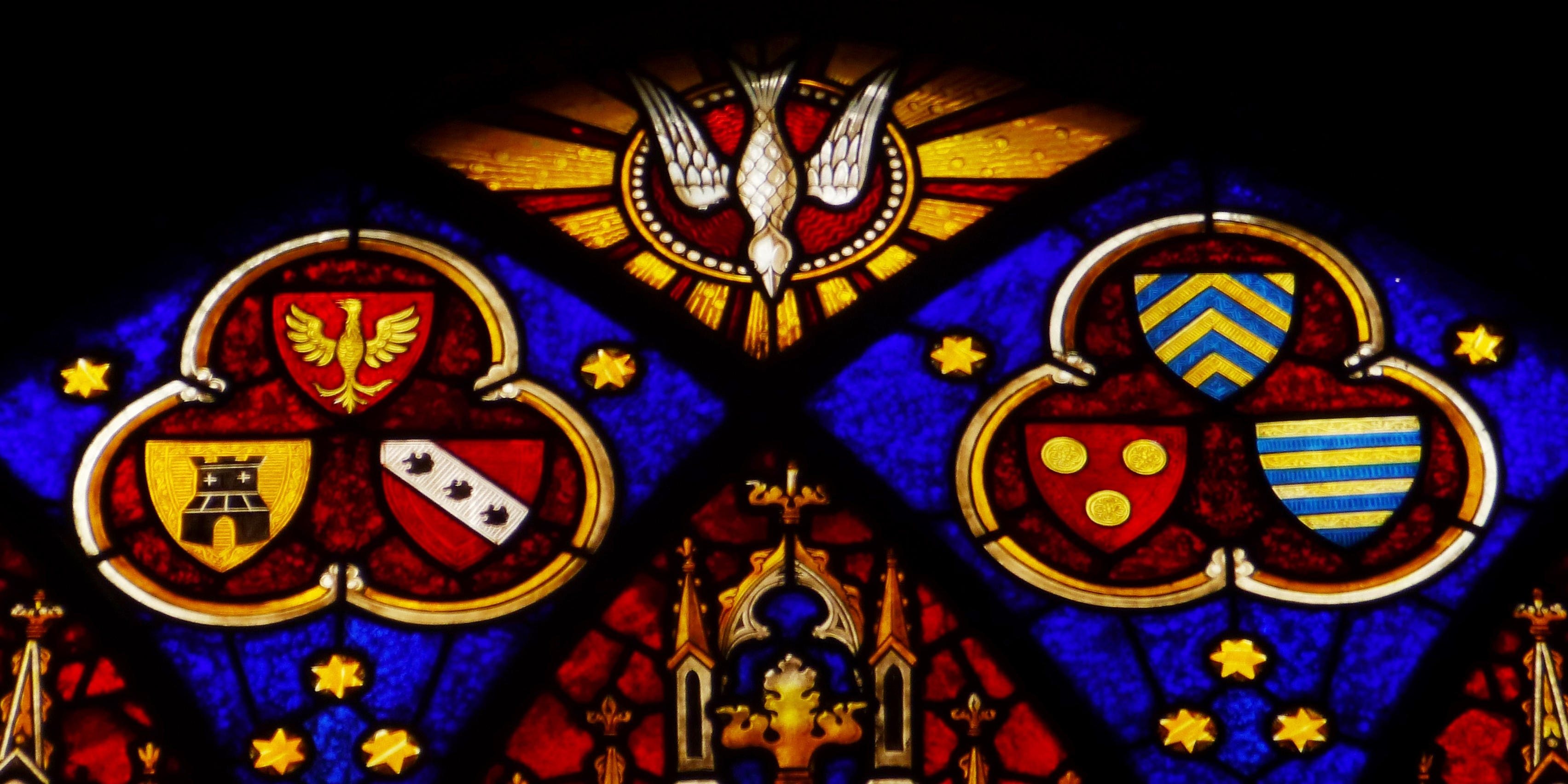
Blasons des paraiges de Metz, aux alentours du XVe siècle dans un vitrail de l'église Saint-Martin (avec les armoiries Maison de Heu à la place de celles du Commun).

Les paraiges (calque du latin populaire paraticum, dérivé de l'adjectif pair “pareil, égal” avec ajout du suffixe -aige  dont le ‘i parasite’ est propre à la scripta lorraine et qui a été traduit paragium en latin médiéval, signifie "famille, parenté ; noble naissance ; association, société, collège") ou ligna(i)ges de Metz (Ligne/Généalogie), constituent la classe héréditaire qui avait au sein de la ville le monopole des fonctions publiques dirigeantes et formait l’oligarchie urbaine de la ville de Metz au Moyen Âge,.
Chacun des cinq paraiges patriciens possédait un vaste hôtel crénelé et entouré de tours, dont son chef occupait le principal appartement. Un sixième paraige dit du Commun regroupait des familles commerçantes plus récemment installées dont l'influente Maison de Heu.

## Description

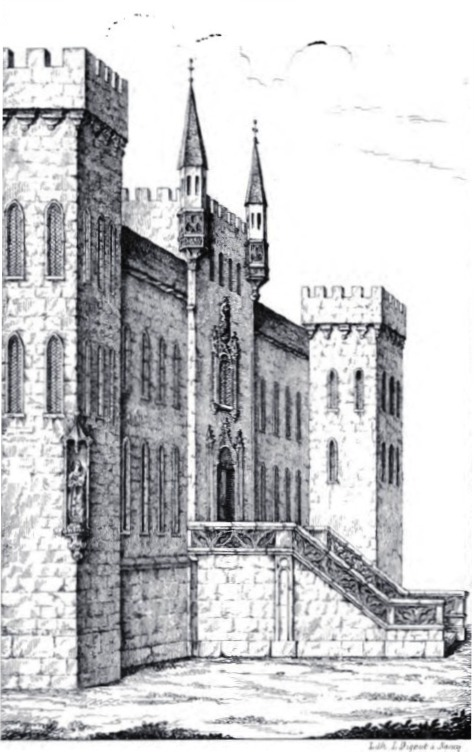
Le palais des Treize, lieu de réunion des paraiges de Metz.

Les cinq paraiges initiaux portent des noms géographiques, mais sont constitués à la fois sur une base géographique et sur la parenté (d’où le nom paraige). Les paraiges forment l’équivalent du patriciat dans d’autres villes. Un sixième paraige, créé plus tard, prend le nom de paraige du Commun : il regroupe des familles enrichies par le commerce et sa création constitue un moyen pour intégrer ces nouvelles élites économiques aux institutions sociales et politiques existantes.
Les cinq paraiges sont Porte-Muzell (Porte-Moselle), Jurue, Saint-Martin, Porte-Sailly, et Outre-Seille (ou de Maleboches). Le sixième paraige, dit du Commun, regroupait les membres des corps de métier et les familles commerçantes.

## Histoire

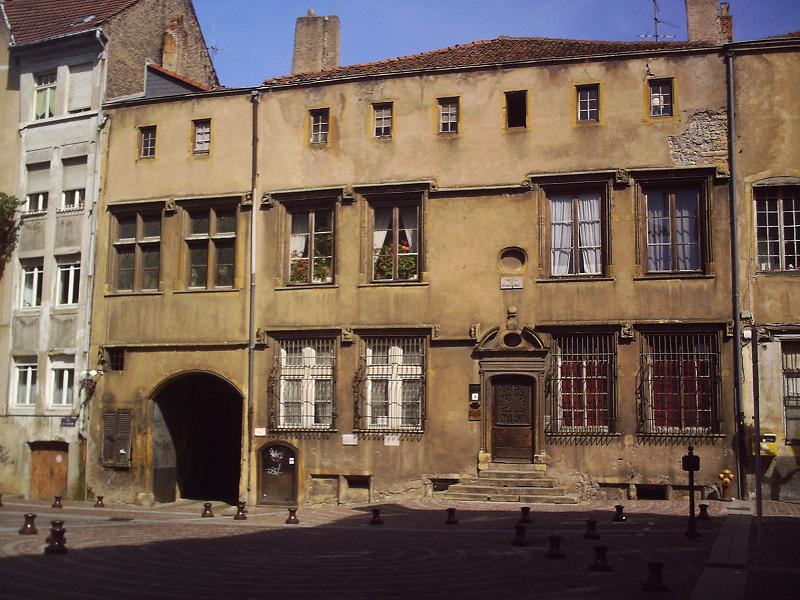
Un hôtel d'une famille membre des paraiges de Metz, l'hôtel de Burtaigne, possession de la famille de Gournay.

Selon la légende, cinq paraiges sont fondés par "Marcus Mettius Rufus", lieutenant de Jules César et préfet d'Egypte, et regroupent les familles patriciennes ayant le droit d’exercer des fonctions publiques dans la cité. Dans leurs chroniques, les bénédictins rapportent que des familles troyennes furent les premiers patriciens de la cité messine : les Gournais, les Baudoche, les Renguillon, les Chauverson et les Blanchard.
Le plus ancien acte faisant mention des paraiges date de 1248. Il y est dit que le conseil de la cité sera désormais composé de vingt personnes tirées de chacun des cinq paraiges, et de quarante tirées du paraige du commun, ce qui fait en tout cent quarante personnes.
En 1326, les gens de métier chassèrent le maître-échevin de la ville, les paraiges s’étant ralliés aux ennemis de la veille, ils pillèrent les maisons et se donnèrent des gouverneurs regroupant les dix principaux métiers sous les ordres d’un grand maître.
Les familles patriciennes exilées des paraiges contraignent les métiers à une paix « pour l’intérêt commun ».
Le 27 juin 1327, l’autorité des paraiges est rétablie. Quelques années plus tard, en 1336, est supprimé l’office du grand maître sans que cela ne suscite aucune réaction.
Au XVIe siècle, la prospérité économique et la puissance de la cité médiévale sont considérablement altérées : à la suite des nombreux conflits des siècles passés comme le siège de 1444, mais également à de nombreuses querelles entre les différents paraiges en relation avec la Réforme protestante.
En 1552, la majorité des paraiges et le maître-échevin Jacques de Gournay permettent l'entrée d'Henri II dans la ville, ce qui conduira à sa mise sous protectorat français et à terme à son rattachement juridique au royaume de France. À la suite de la mise en place d'un gouverneur militaire par le roi dans la cité, le régime messin disparaît et une grande part des paraiges vont trouver refuge auprès d'états voisins.
Au XIXe siècle, Henri Klippfel mentionne comme familles ayant fait partie des paraiges : Arnould Edange, Baudoche, Barisey, Dieuami, Chaverson, de Laître, Dex, Dorth, de Heu, Louve, Papperel, Pieddéchaud, Remiat, de Vy et Roucel d’Aubigny, Roucel de Vernéville, Raigecourt d’Ancerville, Raigecourt de Marly et Renguillon.
Contrairement à d'autres sociétés patriciennes, les paraiges ne semblent plus avoir d'existence actuellement en tant que société ou regroupement.

## Conditions d'admission

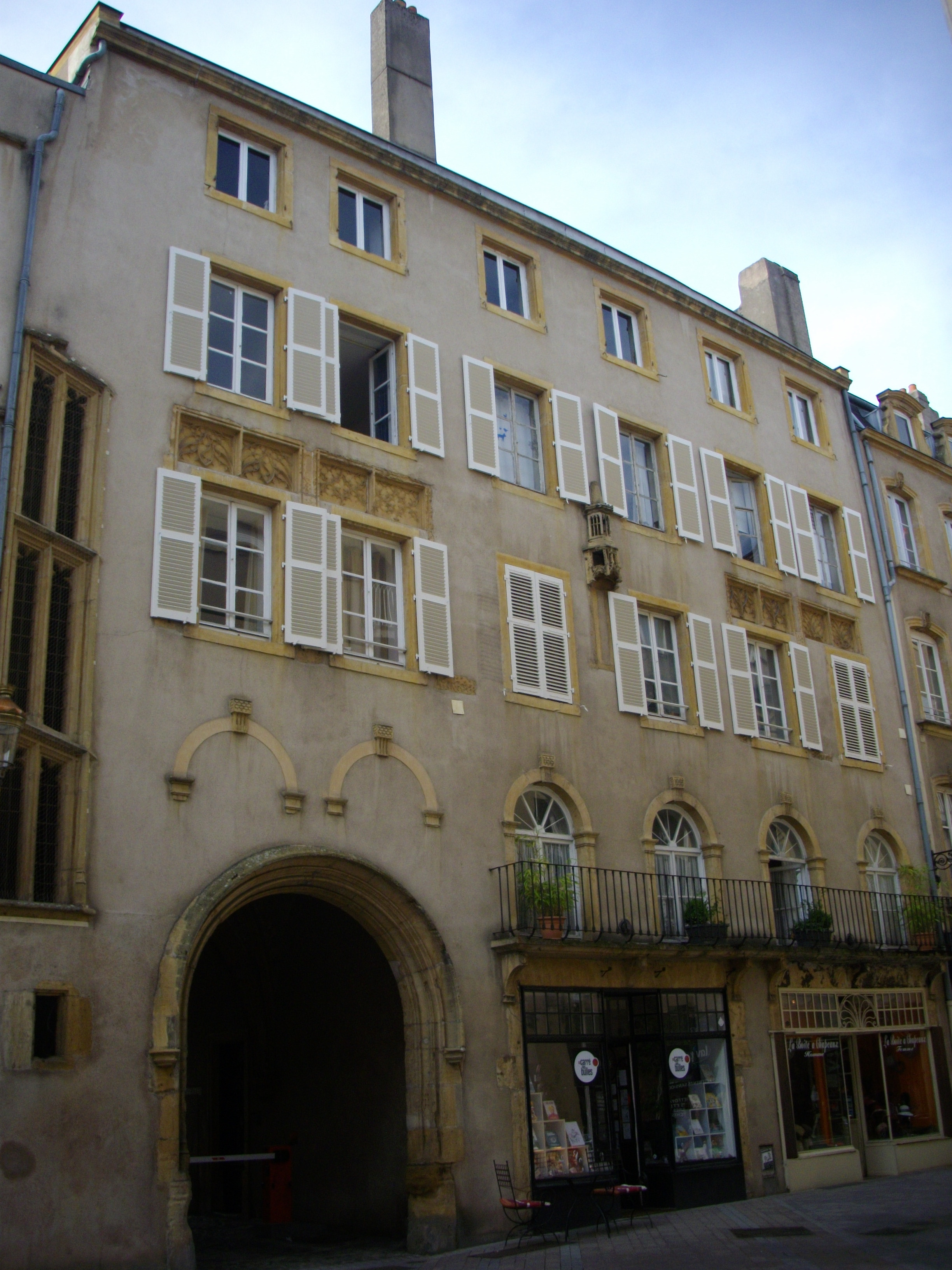
L'hôtel de Heu, palais d'une famille des paraiges de Metz intégré dans le commun dès le XIIIe siècle.

Nous en donnons ici ce qu'écrivait Henri Klipffel : « Pour empêcher la confusion et le désordre d'envahir les rangs de l'aristocratie messine, on fit l'atour de 1367, qui détermina de quel paraige chaque membre devait faire partie et expliquait le cas où l'on pouvait quitter son paraige pour entrer dans un autre. Il est nécessaire de citer en entier cet important règlement ; nous nous bornons à le traduire en langage moderne : Nul ne peut entrer dans un paraige à moins que son père ou le père de sa mère n'en soit ou n'en ait été, et dans ce cas il est libre d'opter pour le paraige du côté de l'un ou de l'autre, soit du Commun, soit des cinq autres paraiges. Celui dont le père ou l'aïeul maternel n'aurait point pris de paraige jusqu'à la mort, ne pourra être que de celui dans lequel son père ou son aïeul maternel sera resté jusqu'à la mort. Celui dont le père aura opté pour le paraige dont était son aïeul maternel, ne pourra être que de ce paraige, lui étant défendu d'entrer dans celui que son père aura quitté par cette option. Et de même si l'aïeul maternel de quelqu'un avait quitté le paraige. dont était son père pour entrer dans celui du côté de sa mère, il ne pourra être admis dans celui que son aïeul aurait quitté, mais seulement dans celui pour lequel son aïeul aurait opté. Celui qui est entré dans le paraige dont était son père, ou qui a porté quelque office de ce paraige, ne peut ensuite passer dans celui dont a été le père de sa mère. Les frères ne pourront entrer dans le paraige de leur frère, si leur père a fait choix du paraige du père de sa mère, à moins que ces frères n'aient pris ou porté office dans le paraige pour lequel leur père aura opté. Les offices qui attachent à un paraige de façon qu'il ne soit plus permis de le quitter sont ceux de maitre-échevin (il suffit d'avoir été mis en la boîte), de treize, de maire, de trésorier, de maître des changes. Quant à ces deux derniers offices, on ne peut contraindre nul citoyen à les porter, à moins qu'il n'ait auparavant porté quelques-uns de ceux qui attachent à l'un des paraiges. Si ces deux offices sont acceptés de plein gré, on ne peut plus quitter le paraige dans lequel on les a obtenus. »

## Blasonnement

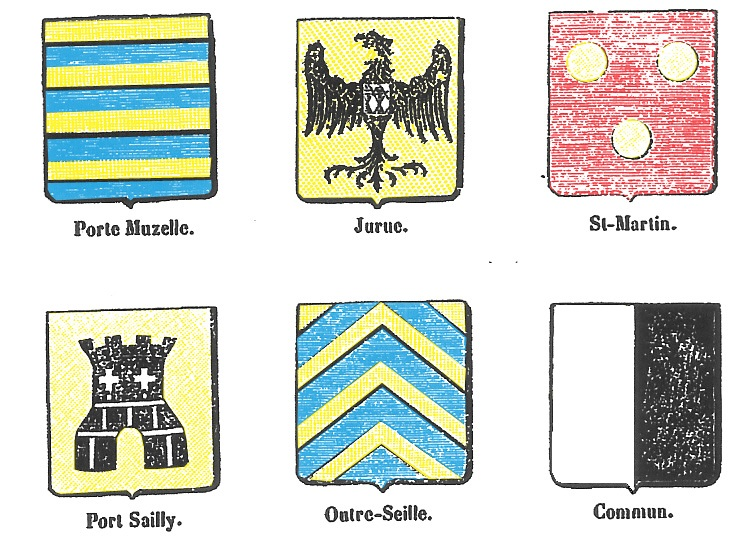
Blasons des paraiges de Metz.

- Porte-Muzelle (anciennement Porte-Muzelle), qui avait blason « burlé d’or et d’azur de huit pièces ».
- de Jurue, qui portait blason « de gueules à l'aigle d'or sans membres » (avec possibilité que ce blasonnement ait un jour été « d'or à l'aigle de sable sans membres ») ; ce paraige tire son nom de la Jurue, où il avait son hôtel et portait pour contre-scel, dès le commencement du XIVe siècle, " une tête de juif à barbe longue et pointue et à chapeau à larges bords et à forme également pointue".
- de Saint-Martin, qui portait blason « de gueules à trois bezans d’or », accompagné avant le  XVe siècle « et un [ besant ], celui de dextre, chargé d’une croix de gueules ».
- de Port-Sailly (anciennement Portsaillis), qui portait blason « d’or à la tour de sable ».
- d’Outre-Seille, qui portait blason « chevronné d’or et d’azur de huit pièces ».
- du Commun, qui portait blason « parti d'argent et de sable ». Pendant plus de deux siècles (du XIVe siècle au XVIe siècle) le blason de la Maison de Heu (famille de commerçants ayant intégré le paraige au XIIIe siècle, et dominé dès le siècle suivant) s'est substitué à celui du Commun, il avait pour blasonnement « de gueules à la bande d'argent chargée de trois coquilles de sable ». Le paraige du commun avait pour contre-scel un saint Paul tenant de la main droite l’épée, instrument de son martyre, et de la main gauche, le livre des évangiles (Ce paraige et celui de Jurue étaient les seuls qui avaient la distinction du contre-scel).
NB : Les armoiries « d’or un à un saint Étienne de carnation à genoux, en habit de lévite, accosté de deux lapidateurs, également en carnation » qui correspondent au sceau de la ville épiscopale de Metz et de son évêque auraient également pu être portée originellement par le Commun.

## Quelques institutions semblables
Ce type d’organisation politique de la cité, semblable au système des curies ou des phratries des cités antiques, loin de former un cas isolé, se rencontre dans de nombreuses villes européennes dirigées par une oligarchie groupée en pareils lignages urbains, tels que les lignages de Bruxelles, de Verdun, de Soria, d'Alten Limpurg de Francfort, les daigs de Bâle ou les tribus de Galway.